# Мусял, Адам
А́дам Му́сял (пол. Adam Musiał; 18 декабря 1948, Величка — 18 ноября 2020, Краков) — польский футболист и футбольный тренер. Выступал на позиции защитника.

## Карьера

### Клубная
Адам Мусял начал футбольную карьеру в футбольной школе клуба «Гурник» из Велички, в 1967 году был приглашён в краковскую «Вислу», в которой провёл более 10 лет. Был довольно агрессивным и жёстким защитником. В 1974 году получил серьёзную травму и пропустил большую часть сезона 1974/75. В следующем сезоне Мусял восстановился и вернулся в команду, но вскоре снова потерял место в составе и в середине сезона 1977/78 перешёл в «Арку» (Гдыня), которую тогда возглавлял бывший тренер «Вислы» Ежи Стецкив. Вместе с «Аркой» в 1979 году выиграл Кубок Польши.
В 1980 году Адам Мусял перешёл в английский клуб «Херефорд Юнайтед», в сезоне 1980/81 дошёл до финала Кубка Уэльса. Закончил играть в 1983 году, но в начале 1985 года переехал в США, где 3 года играл за любительский клуб польской диаспоры «Полиш Америкэн Иглс» из города Йонкерс.

### В сборной
Адам Мусял дебютировал в сборной Польши 20 октября 1968 года в товарищеской встрече со сборной ГДР. Мусял входил в состав сборной на чемпионате мира-1974, на котором провёл 6 матчей.
Всего за сборную Польши сыграл 34 матча, мячей не забивал.

### Тренерская
В 1989 году стал помощником Богуслава Хайдаса в «Висле», а с октября 1989 года — главным тренером клуба. В сезоне 1990/91 «Висла» заняла третье место в чемпионате Польше, а Мусял был признан журналом Piłka Nożna лучшим тренером года.
Покинув «Вислу» в марте 1992 года, Адам Мусял тренировал «Лехию» из Гданьска, а затем работал со «Сталью» (Сталёва-Воля). Позднее работал директором стадиона им. Хенрика Реймана в Кракове.

## Достижения

### Как игрок
- Бронзовый призёр чемпионата мира: 1974
- Обладатель Кубка Польши: 1978/79
- Финалист Кубка Уэльса: 1980/81

### Как тренер
- Бронзовый призёр чемпионата Польши: 1990/91
- Тренер года в Польше: 1991